# 贤良祠
39°56′01″N 116°23′13″E / 39.9337223°N 116.3869046°E
賢良祠（穆麟德轉寫：mergen sain ambasai jukten），清代雍正八年清世宗敕建，清朝祀王公大臣之有功國家者的專祠，位於地安門西大街103號旁門。
賢良祠坐北朝南，面積約740平方公尺。祠內立有清世宗憲皇帝御制賢良祠碑，御书额曰“崇忠念旧”。最初祀王、公、大学士、尚书、左都御史、都统、将军、总督、提督、巡抚、副都统共78人，又增21人，共祀99人。
賢良祠現租用給同仁堂開設藥店，常有旅遊團帶領遊客來此購藥，使部分遊客誤認此處為同仁堂老店。

## 建立
雍正八年，世宗下诏：“古者大烝之祭，凡法施于民，以劳定国者，皆列祀典，受明禋。我朝开国以后，名臣硕辅，先后相望。或勋垂节钺，或节厉冰霜，既树羽仪，宜隆俎豆。俾世世为臣者，观感奋发，知所慕效。庶明良喜起，副予厚期。京师宜择地建祠，命曰‘贤良’，春、秋展祀，永光盛典。”于是在地安门外之西營建，次年建成，颁御书“崇忠念旧”匾額，设位祭祀。有正殿、后室各五楹及东、西兩庑。前殿以内大臣或散秩大臣、尚书、都统主之，后殿用太常寺长官。每年春、秋仲月，诹吉，派遣官員致祭。

## 入祀人物

### 雍正朝
- 首批：佥议怡贤亲王允祥宜居首。大学士图海、赖塔、张英，尚书顾八代、马尔汉、赵申乔，河道总督靳辅、齐苏勒，总督杨宗仁，巡抚陈瑸。
（此後陸續入祀）大学士范文程、巴克什达海、阿兰泰、李之芳、吴琠、张玉书、李光地、富宁安、张鹏翮、宁完我、魏裔介、额色黑、王熙，领侍卫内大臣福善、于成龙(襄勤)、费扬古、尹德，尚书励杜讷、徐潮、姚文然、魏象枢、汤斌，提督张勇、王进宝、孙思克、施琅，总督赵良栋、于成龙、傅腊塔、孟乔芳、李國英，都统冯国相、李国翰、根特，统领莽依图，将军阿尔纳、爱星阿、佛尼埒，副都统褚库巴图鲁。
- 雍正十二年：祀大学士田从典、高其位。

### 乾隆朝
- 乾隆元年，命入祀诸臣未給予谥號者全部追授。入祀尚书衔兼祭酒杨名时，大学士朱轼，内大臣哈世屯，尚书米思翰。
- 乾隆五年，祀总督李卫。
- 乾隆六年，祀尚书徐元梦，巡抚徐士林。
- 乾隆十年，釐定祠位。入祀超勇亲王策凌，列怡贤亲王左次龛。
- 大学士马齐、伊桑阿、福敏、黄廷桂、蒋溥、史贻直、梁诗正、来保、傅恒、尹继善、陈宏谋、刘纶、刘统勋、舒赫德、高晋、英廉、徐本、高斌，协办大学士兆惠，左都御史拉布敦，尚书汪由敦、李元亮、阿里衮，尚书衔钱陈群，都统傅清，将军和起、伊勒图、奎林，总督那苏图、陈大受、喀尔吉善、鹤年、吴达善、何煟、袁守侗、方观承、萨载、提督许世亨，巡抚潘思榘、鄂弼、李湖、傅弘烈。

#### 撤出
- 乾隆二十年三月，爆發胡中藻案，四月，鄂爾泰的門生胡中藻被斬殺，鄂爾泰被撤出賢良祠，不准入祀。
- 乾隆四十六年（1781年），甘肅冒賑案發，布政使王亶望和王廷贊被處死，于敏中的牌位被撤出賢良祠。

### 嘉慶朝
大学士福康安、阿桂、刘墉、王杰、朱珪、戴衢亨、董诰，尚书董邦达、彭元瑞、奉宽，总督鄂辉。

### 道光朝
大学士富俊、曹振镛、托津、长龄、盧蔭溥、文孚、王鼎，协办大学士汪廷珍、陈官俊，尚书黄钺、隆文，将军玉麟，总督杨遇春、陶澍，河道总督黎世序。

### 咸丰朝
大学士潘世恩、文庆、裕诚，协办大学士杜受田，侍郎杜堮，巡抚胡林翼。

### 同治朝
大学士桂良、祁雋藻、官文、倭仁、曾国藩、瑞常、贾桢，大学士衔翁心存，协办大学士骆秉章，总督沈兆霖、马新贻。

### 光绪朝
恭忠亲王奕訢，名臣大学士文祥、英桂、全庆、载龄、左宗棠、灵桂、宝鋆、恩承、福锟、张之万、麟书、额勒和布、李鸿章、荣禄、裕德、昆冈、崇礼、敬信，协办大学士沈桂芬、李鸿藻，将军长顺，总督沈葆桢、丁宝桢、岑毓英、曾国荃、刘坤一，提督宋庆，巡抚张曜。

### 宣统朝
大学士王文韶、张之洞、孙家鼐、鹿传霖，协办大学士戴鸿慈。